# 香木
香木（こうぼく）とは、広義には樹木から採集される香料全般の総称をいう。一般的には白檀、沈香、伽羅の三木の総称をいう。

## 概要
先述のように「香木」は広義には樹木から採取される香料全般をいうが、一般的には白檀、伽羅、沈香の三木を指すことが多い。
白檀
ビャクダン科の常緑樹。熱を加えなくても香気を発する特徴があり、線香のほか、数珠や扇子、仏像等の工芸品に使用されている。
沈香
ジンチョウゲ科ジンコウ属のうちいくつかの種に原木由来の樹脂が生成されたもの。白檀とは異なり熱を加え焚くことで放香する。
伽羅
沈香の最高級品。香木のうち5割を超える樹脂含有量を有する。
現在、ほぼすべての沈香属（ジンチョウゲ科のジンコウ属およびゴニスティルス属）全種はワシントン条約（絶滅のおそれのある野生動植物の種の国際取引に関する条約）の希少品目第二種の指定を受けている。

## 歴史

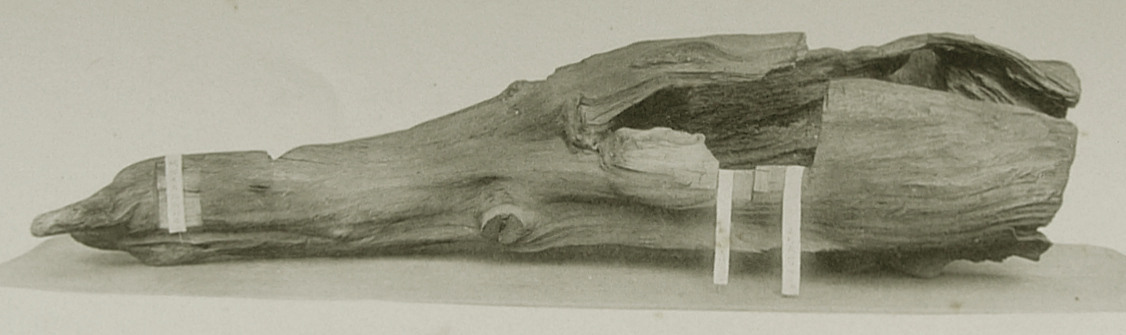
黄熟香（雅称：蘭奢待）

推古天皇3年（595年）4月に淡路島に香木が漂着したのが沈香に関する最古の記録であり、沈香の日本伝来といわれる。漂着木片を火の中にくべたところ、よい香りがしたので、その木を朝廷に献上したところ重宝されたという伝説が『日本書紀』にある。東大寺正倉院宝物の中には長さ156cm、最大径43cm、重さ11.6kgという巨大な香木「黄熟香」（おうじゅくこう）が納められている。これは、鎌倉時代以前に日本に入ってきたと見られており、以後、権力者たちがこれを切り取っている。室町幕府8代将軍足利義政、織田信長、明治天皇の3人は付箋によって切り取り跡が明示されている。東大寺の記録によれば、信長は1寸四方2個を切り取ったとされている。
1992年（平成4年）4月に、全国薫物線香組合協議会が、上記の日本書紀の記述に基づいて沈水香木が伝来した4月と、「香」の字を分解した「一十八日」をあわせて4月18日を、「お香の日」として制定している。